# Rehoboth
För orten med samma namn i Massachusetts, se Rehoboth, Massachusetts.

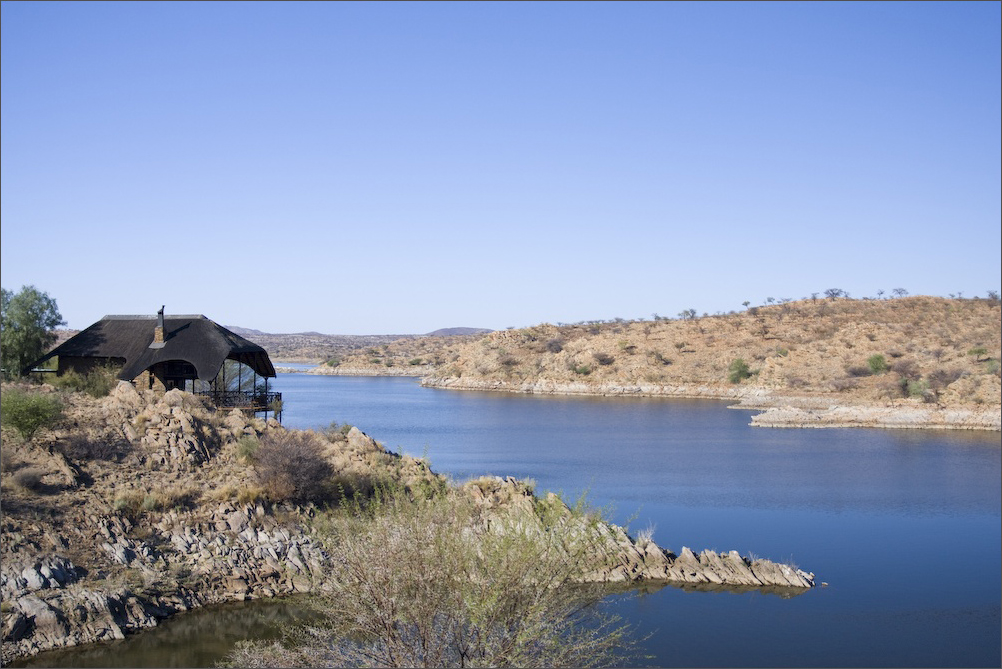
Oanobdammen, några kilometer väster om centrala Rehoboth.

Rehoboth är en ort i centrala Namibia. Folkmängden uppgick till 28 800 invånare vid folkräkningen 2011, på en yta av 649 km². Orten ligger 90 km söder om Namibias huvudstad Windhoek. Rehoboth fick sitt namn 1844 av en missionär som byggde en kyrka i orten som missionsstation.